# Dehninio Muringen
Dehninio Muringen (Amsterdam, 1 februari 1999) is een Nederlands voetballer van Surinaamse afkomst die doorgaans als verdediger speelt. Hij was een halfbroer van Kelvin Maynard.

## Carrière
Dehninio Muringen speelde in de jeugd van AFC Ajax, AVV Zeeburgia en FC Utrecht. In 2018 vertrok hij naar ADO Den Haag, waar hij voor Jong ADO ging spelen. Aan het einde van het seizoen 2018/19 zat hij ook enkele wedstrijden bij de selectie van het eerste elftal van ADO. Sinds 2019 komt Jong ADO Den Haag uit in de voetbalpiramide, namelijk in de Derde divisie Zondag. Muringen tekende in oktober 2019 een contract tot medio 2021 bij de Residentieclub. Hij debuteerde in het eerste elftal van ADO op 23 november 2019, in de met 3-3 gelijkgespeelde thuiswedstrijd tegen Willem II. Hij begon in de basis en werd na 55 minuten vervangen door Aleksandar Bjelica. In het seizoen 2020/21 wordt hij verhuurd aan FC Dordrecht. Halverwege het seizoen 2021/2022 maakte hij een transfer naar Roda JC . Aan het einde van dat seizoen werd hij in september 2022 verkocht aan het Estse Paide Linnameeskond.

### Statistieken

#### Beloften
| Seizoen                       | Club              | Land            | Competitie         | Competitie | Competitie | Totaal | Totaal |
| Seizoen                       | Club              | Land            | Competitie         | Wed.       | Dlp.       | Wed.   | Dlp.   |
| ----------------------------- | ----------------- | --------------- | ------------------ | ---------- | ---------- | ------ | ------ |
| 2019/20                       | Jong ADO Den Haag | Nederland       | Derde divisie Zon. | 7          | 0          | 7      | 0      |
| Totaal beloften               | Totaal beloften   | Totaal beloften | Totaal beloften    | 7          | 0          | 7      | 0      |
| Bijgewerkt op 11 januari 2021 |                   |                 |                    |            |            |        |        |

#### Senioren
| Seizoen                       | Club            | Land            | Competitie      | Competitie | Competitie | Beker | Beker | Totaal | Totaal |
| Seizoen                       | Club            | Land            | Competitie      | Wed.       | Dlp.       | Wed.  | Dlp.  | Wed.   | Dlp.   |
| ----------------------------- | --------------- | --------------- | --------------- | ---------- | ---------- | ----- | ----- | ------ | ------ |
| 2018/19                       | ADO Den Haag    | Nederland       | Eredivisie      | 0          | 0          | 0     | 0     | 0      | 0      |
| 2019/20                       | ADO Den Haag    | Nederland       | Eredivisie      | 1          | 0          | 0     | 0     | 1      | 0      |
| 2020/21                       | → FC Dordrecht  | Nederland       | Eerste divisie  | 9          | 0          | 1     | 0     | 10     | 0      |
| Totaal senioren               | Totaal senioren | Totaal senioren | Totaal senioren | 10         | 0          | 1     | 0     | 11     | 0      |
| Carrièretotaal                | Carrièretotaal  | Carrièretotaal  | Carrièretotaal  | 17         | 0          | 1     | 0     | 18     | 0      |
| Bijgewerkt op 11 januari 2021 |                 |                 |                 |            |            |       |       |        |        |